# Belgisch nationaal turnteam voor artistieke gymnastiek
Het Belgische nationale artistieke gymnastiekteam voor vrouwen vertegenwoordigt België in internationale FIG- wedstrijden.

## Geschiedenis
België heeft driemaal deelgenomen aan de Olympische Spelen voor teams: in 1948, 2016,  en 2020. Op de Olympische Spelen van 2020 werd Nina Derwael de eerste Olympische medaillewinnaar van België in artistieke gymnastiek voor dames en won ze goud op de ongelijke leggers.  Het team zal ook deelnemen aan de Spelen van 2024 in Parijs

## Huidige seniorenlijst
| Naam                | Geboortedatum    |
| ------------------- | ---------------- |
| Charlotte Beydts    | 21 october 2005  |
| Margaux Dandois     | 2 augustus 2005  |
| Fien Enghels        | 26 augustus 2003 |
| Alice Francoy       | 6 juni 2006      |
| Keziah Langendock   | 6 augustus 2005  |
| Noémie Louon        | 26 januari 2004  |
| Aberdeen O'Driscoll | 1 januari 2007   |
| Erika Pinxten       | 5 mei 2007       |
| Ylea Tollet         | 17 oktober 2004  |
| Lisa Vaelen         | 10 augustus 2004 |
| Jade Vansteenkiste  | 17 juli 2003     |
| Jutta Verkest       | 11 oktober 2005  |

## Uitslagen teamcompetitie

### Olympische Spelen
- 1948 - 11e plaats
Albertine Van Roy-Moens, Denise Parmentier, Yvonne Van Bets, Jenny Schumacher, Caroline Verbraecken-De Loose, Thérèse De Grijze, Anna Jordaens, Julienne Boudewijns
- 2016 - 12e plaats
Nina Derwael, Rune Hermans, Gaëlle Mys, Laura Waem, Senna Deriks
- 2020 – 8e plaats
Maellyse Brassart, Nina Derwael, Lisa Vaelen, Jutta Verkest

## Meest gedecoreerde gymnasten
Op deze lijst staan alle Belgische artistieke gymnasten die een medaille hebben gewonnen op de Olympische Spelen of de Wereldkampioenschappen Turnen.
| Rang | Gymnast      | Team | AA | VT | UB                       | BB | FX | Olympisch totaal | Wereld totaal | Totaal |
| ---- | ------------ | ---- | -- | -- | ------------------------ | -- | -- | ---------------- | ------------- | ------ |
| 1    | Nina Derwael |      |    |    | 2020 2018 2019 2017 2022 |    |    | 1                | 4             | 5      |